# جيسيكا رانسوم
جيسيكا رانسوم (بالإنجليزية: Jessica Ransom)‏ هي ممثلة بريطانية، ولدت في 1981 في شفيلد في المملكة المتحدة.

## وصلات خارجية
- جيسيكا رانسوم على موقع IMDb (الإنجليزية)
- جيسيكا رانسوم على موقع ألو سيني (الفرنسية)
- جيسيكا رانسوم على موقع قاعدة بيانات الفيلم (الإنجليزية)
- جيسيكا رانسوم على موقع كينوبويسك (الروسية)